# Połęcze
Połęcze (deutsch Polenzhof) ist ein Ort in der polnischen Woiwodschaft Ermland-Masuren. Er gehört zur Gmina Bartoszyce (Landgemeinde Bartenstein) im Powiat Bartoszycki (Kreis Bartenstein).

## Geographische Lage
Połęcze liegt in der nördlichen Mitte der Woiwodschaft Ermland-Masuren, 27 Kilometer südwestlich der früheren und heute auf russischem Hoheitsgebiet gelegenen Kreisstadt Friedland (russisch Prawdinsk) bzw. zwei Kilometer südlich der heutigen Kreismetropole Bartoszyce (deutsch Bartenstein).

## Geschichte
1385 wurde der seinerzeit Hof Polan genannte Ort erstmals erwähnt. Er bestand aus ein paar großen und kleinen Höfen und wurde nach 1438 Poleßhoff, nach 1570 Pohlentzhoff, nach 1774 Polentzhof und nach 1820 Polenzhof genannt.
Im Jahre 1874 wurde der Gutsbezirk Polenzhog in den neu errichteten Amtsbezirk Groß Schwaraunen im ostpreußischen Kreis Friedland  (von 1927 bis 1945 „Kreis Bartenstein“ genannt) eingegliedert. Im Jahre 1910 zählte der Ort 84 Einwohner.
Am 30. September 1928 gab Polenzhof seine Eigenständigkeit auf und schloss sich mit der Landgemeinde Perkuiken (polnisch Perkujki) und dem Gutsbezirk Plensen (polnisch Plęsy) zur neuen Landgemeinde Plensen zusammen.
In Kriegsfolge kam 1945 das gesamte südliche Ostpreußen zu Polen. In diesem Zusammenhang erhielt Polenzhof die polnische Namensform „Połęcze“. Heute ist der Ort eine Ortschaft innerhalb der Landgemeinde Bartoszyce (Bartenstein) im Powiat Bartoszycki (Kreis Bartenstein (Ostpr.)), von 1975 bis 1998 der Woiwodschaft Olsztyn, seither der Woiwodschaft Ermland-Masuren zu gehörig. Im Jahr 2021 zählte Połęcze 213 Einwohner.

## Religion
Christentum
Bis 1945 war Polenzhof in die evangelische Stadtkirche Bartenstein in der Kirchenprovinz Ostpreußen der Kirche der Altpreußischen Union, außerdem in die  Bartensteiner römisch-katholische St.-Bruno-Kirche im damaligen Bistum Ermland eingepfarrt.
Heute gehört auch Połęcze kirchlich zur Stadt Bartoszyce: zur dortigen katholischen  Pfarrei Bartoszyce, jetzt im Erzbistum Ermland gelegen, sowie zur evangelischen Kirchengemeinde, die jetzt eine Filialgemeinde der Johanneskirche in Kętrzyn (Rastenburg) in der Diözese Masuren der Evangelisch-Augsburgischen Kirche in Polen ist.

## Verkehr
Połęcze liegt an der verkehrsreichen polnischen Landesstraße 51 (hier auf der Trasse der früheren deutschen Reichsstraße 128), die heute von der russisch-polnischen Grenze bei Bezledy (Beisleiden) bis in die  Woiwodschaftshauptstadt Olsztyn (Allenstein) führt. Eine Nebenstraße, die von Bartoszyce über Osieka (Hermenhagen) nach Krawczyki (Kraftshagen) führt, verläuft außerdem durch Połęcze.
Ein Bahnanbindung besteht nicht.